# Gliese 521
Gliese 521 (GJ 521 / HIP 66625) es una estrella en la constelación de Canes Venatici, los perros de caza.
Visualmente se localiza 3º al sur de 24 Canum Venaticorum aunque, de magnitud aparente +10,26, no es observable a simple vista.
Está situada, de acuerdo a la reducción de los datos de paralaje de Hipparcos (76,87 ± 1,61 milisegundos de arco), a 42,4 años luz del sistema solar.
Las estrellas conocidas más cercanas a ella son Gliese 532 y Gliese 537, distantes 4,1 y 7,2 años luz respectivamente. La brillante θ Bootis está a 8,4 años luz de distancia.
Gliese 521 es una enana roja de tipo espectral M2.0V.
Mucho más tenue que el Sol, tiene una luminosidad bolométrica —que incluye la luz infrarroja emitida— equivalente al 3,8% de la luminosidad solar, aunque es mucho más luminosa que otras enanas rojas más próximas como Próxima Centauri o Wolf 359.
Tiene una temperatura efectiva de 3493 ± 50 K.
Su masa equivale al 51% de la masa solar y tiene un radio igual al 62% del radio solar.
Gira sobre sí misma con una velocidad de rotación proyectada entre 0,9 y 2,0 km/s, lo que conlleva que su período de rotación puede ser de hasta 38 días.
Presenta un contenido metálico parecido al del Sol, siendo su índice de metalicidad [M/H] = -0,02.